# Robert Gray Gallager
Robert Gray Gallager (geboren op 29 mei 1931) is een Amerikaans elektrotechnisch ingenieur die bekend staat om zijn baanbrekende werk op het gebied van de informatietheorie en communicatienetwerken. Hij is emeritus hoogleraar elektrotechniek en informatica aan het Massachusetts Institute of Technology (MIT).

## Biografie
Gallager behaalde in 1953 zijn Bachelor of Science in elektrotechniek aan de University of Pennsylvania. Daarna werkte hij bij Bell Telephone Laboratories (1953–1954) en diende in het United States Army Signal Corps (1954–1956). Hij vervolgde zijn studie aan het MIT, waar hij zijn master behaalde in 1957 en promoveerde in 1960 op het onderwerp van low-density parity-check codes (LDPC) – tegenwoordig vaak aangeduid als "Gallager-codes".
Hij werd in 1960 benoemd tot lid van de faculteit van MIT, waar hij onder andere co-directeur was van het Laboratory for Information and Decision Systems (1986–1998). In 1988 werd hij benoemd tot Fujitsu Professor en in 2001 werd hij emeritus.
Gedurende zijn carrière bezocht hij ook andere instellingen, waaronder de University of California, Berkeley (1965) en de École Nationale Supérieure des Télécommunications in Parijs (1978).

## Onderzoek en bijdragen
Gallager’s werk heeft een diepgaande invloed gehad op de moderne communicatietechnologie. Zijn LDPC-codes, geïntroduceerd in zijn proefschrift, bleven decennialang relevant en werden opnieuw populair bij toepassingen in digitale communicatie.
Zijn publicatie uit 1965, “A Simple Derivation of the Coding Theorem and Some Applications”, leverde hem de prestigieuze IEEE W.R.G. Baker Award op in 1966. Zijn boek Information Theory and Reliable Communication (1968) wordt beschouwd als een standaardwerk in de informatietheorie.
In de jaren 1970 verschoof zijn focus naar computernetwerken, waar hij samen met onder andere Dimitri Bertsekas het invloedrijke boek Data Networks publiceerde. Later legde hij zich toe op stochastische processen, wat resulteerde in het boek Discrete Stochastic Processes (1996).

## Erkenning
Gallager is onderscheiden met talrijke prijzen, waaronder:
- Claude E. Shannon Award (1983)

- IEEE Centennial Medal (1984)

- IEEE Medal of Honor (1990)

- Harvey Prize (1999)[4]

- Marconi Prize (2003)

- Dijkstra Prize (2004)

- Japan Prize (2020)[5]

Daarnaast is hij lid van prestigieuze organisaties, waaronder de National Academy of Engineering (1979), de National Academy of Sciences (1992), en de American Academy of Arts and Sciences (1999). Hij was ook voorzitter van de IEEE Information Theory Society in 1971.

## Persoonlijk leven
Gallager is getrouwd met Marie Gallager en heeft drie kinderen, vier stiefkinderen, zeven kleinkinderen, tien stiefkleinkinderen en drie achterstiefkinderen.

## Publicaties (selectie)
- Low Density Parity Check Codes (1963)

- Information Theory and Reliable Communication (1968)

- Data Networks (met D. Bertsekas, 1988/1992)

- Discrete Stochastic Processes (1996)

- Principles of Digital Communication (2008)